# دوارس دور هيت هاجلاند 2021
دوارس دور هيت هاجلاند 2021 (بالفرنسية: À travers le Hageland 2021)‏ هو سباق دراجات هوائية، وهو الموسم رقم 17 من دوارس دور هيت هاجلاند، وأقيم في 5 يونيو 2021، وامتدّ لمسافة 177.25 كيلومتر، وهو أحد سباقات سلسلة سباقات الاتحاد الدولي للدراجات للمحترفين 2021، وشارك فيه 137 متسابقاً ووصل إلى نهايته 75 متسابقاً.
فاز بالمركز الأول راسموس تيلر، وبالمركز الثاني داني فان بوبل، وبالمركز الثالث يفيس لامارت.

## الفرق
| فرق عالمية (4)- Cofidis - Deceuninck-Quick Step - Intermarché-Wanty-Gobert Matériaux - Team DSM فرق برو (8)- Alpecin-Fenix - Arkéa-Samsic - 2021 بي آند بي هوتيلز ‏ - بنجوال دبليو بي 2021 ‏ - نوفو نورديسك 2021 ‏ - سبورت فلاندرين بالويس 2021 ‏ - Total Direct Énergie - أونو اكس برو سايكلنج تيم 2021 ‏ فرق قارية (8)- بيت سايكلنج 2021 ‏ - Baloise–Trek Lions ‏ - لفيف 2021 ‏ - باولس سوزين بينغوال 2021 ‏ - فريق ريوال للدراجات 2021 ‏ - تارتيلتو-ايزوريكس 2021 ‏ - فولكر ويسيلز 2021 ‏ - Van Rysel–Roubaix ‏ |  |
| |  |

## التصنيف العام النهائي
| التصنيف العام         | التصنيف العام     | التصنيف العام   | التصنيف العام                      | التصنيف العام |
| العداء                | العداء            | البلد           | الفريق                             | الوقت         |
| --------------------- | ----------------- | --------------- | ---------------------------------- | ------------- |
| 1                     | راسموس تيلر       | النرويج         | Uno-X Pro Cycling Team             | 3 س 58 د 27 ث |
| 2                     | داني فان بوبيل    | هولندا          | Intermarché-Wanty-Gobert Matériaux | + 1 ث         |
| 3                     | يفيس لامارت       | بلجيكا          | دكونيك كويك ستب                    | + 2 ث         |
| 4                     | Jonas Rickaert ‏   | بلجيكا          | Alpecin-Fenix                      | + 2 ث         |
| 5                     | بيت اليجارت       | بلجيكا          | Cofidis                            | + 2 ث         |
| 6                     | كونور سويفت       | المملكة المتحدة | اركيا سامسيك                       | + 5 ث         |
| 7                     | Boy van Poppel ‏   | هولندا          | Intermarché-Wanty-Gobert Matériaux | + 16 ث        |
| 8                     | دريس فان جيستل    | بلجيكا          | Total Direct Énergie               | + 47 ث        |
| 9                     | تيم ميرلير        | بلجيكا          | Alpecin-Fenix                      | + 51 ث        |
| 10                    | كريستوفر هالفورسن | النرويج         | Uno-X Pro Cycling Team             | + 51 ث        |
| مصدر: ProCyclingStats |                   |                 |                                    |               |

## وصلات خارجية
- الموقع الرسمي
- لمحة عن سباق دوارس دور هيت هاجلاند 2021 على موقع  ProCyclingStats   (برو  سايكلنج  ستاتس) - إحصاءات  محترفي  الدراجات.
- دوارس دور هيت هاجلاند 2021 على موقع إحصائيات الدراجات الإحترافية (الإنجليزية)